# 装死抗议

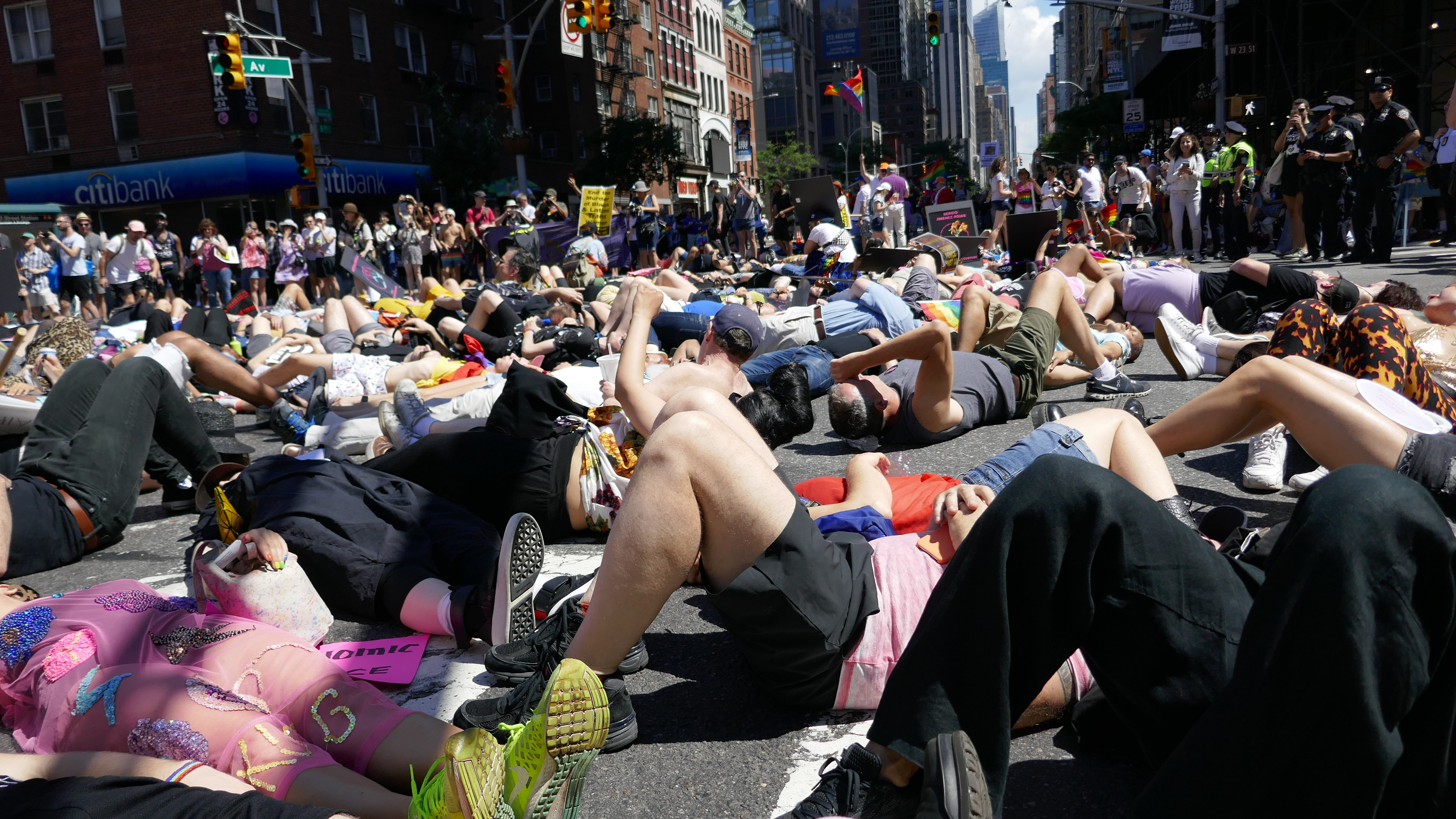
2019年曼哈頓舉行的自由酷兒遊行中裝死抗議的人群

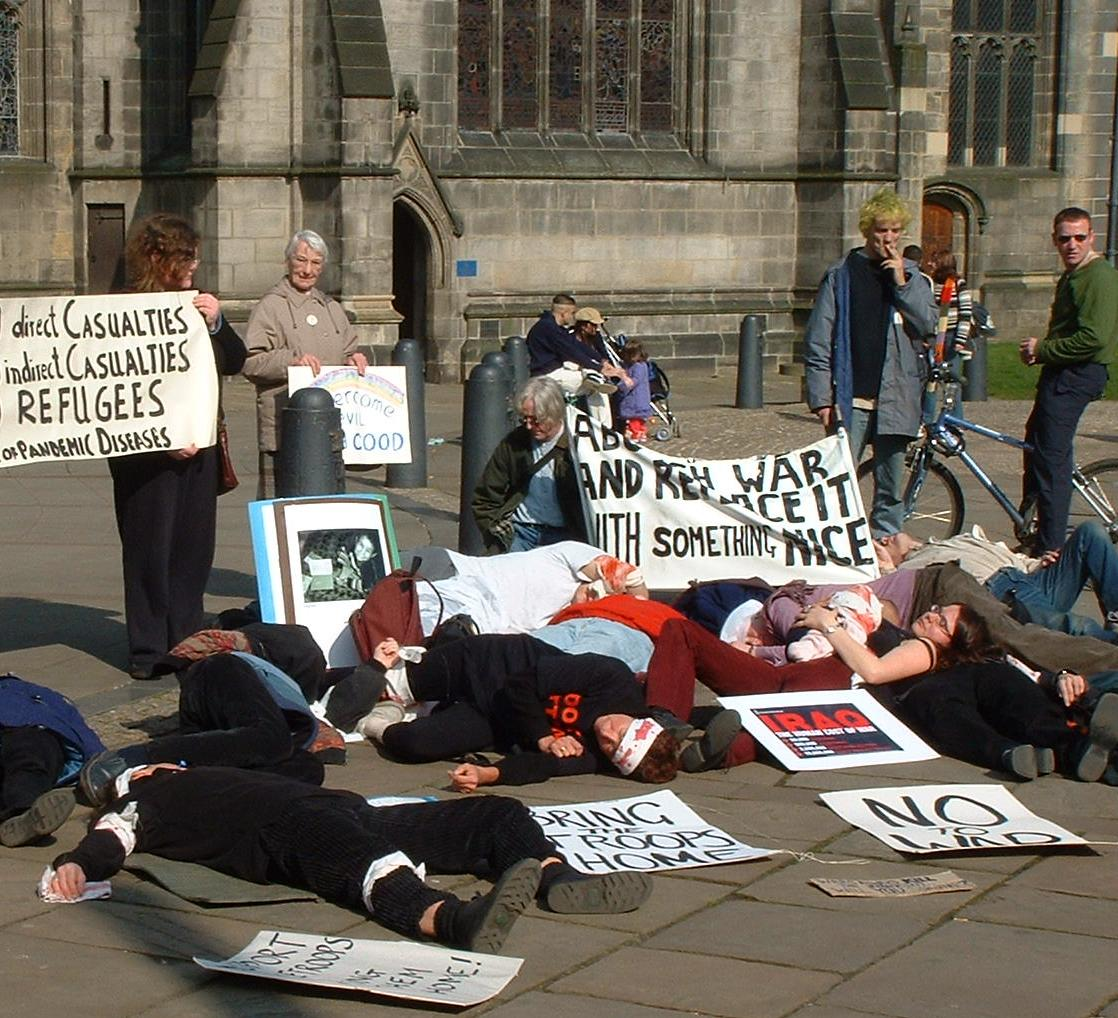
英國民眾裝死抗議入侵伊拉克

裝死抗議（英語：die-in），有時也叫做躺倒抗議（英語：lie-in），是指抗議者通過模擬自己已死進行的一種抗議方式。裝死抗議被廣泛用於各類抗議之中，如爭取動物權利的抗議，反戰抗議，有關人權的抗議，有關艾滋病的抗議，有關槍枝管制的抗議，以及有關環境問題的抗議之中。抗議者經常用這種方式佔領一片地區並避免被執法機關趕走。
示威者躺倒在地上裝死被認為是裝死抗議的最簡單形式，稍複雜一點的形式則包括用國旗或者標誌蓋在自己身上。裝死抗議的目的在於阻塞人行道上的人流，以吸引路人注意。
更複雜的形式中包括用假血和有血的繃帶覆蓋自己的身體，以模擬死亡時的情形；示威者為了逼真甚至會在地上打滾以模擬死亡時的劇痛。有時，示威者會在身體的周圍用粉筆描出輪廓模擬粉筆輪廓以示自己“已死”。

## 實例
2006年4月22日，数千抗议者躺倒在委內瑞拉卡拉卡斯的弗朗西斯科·德·米蘭達大街上抗议烏戈·查維茲执政时期的犯罪问题。

## 另見
- 靜坐示威
- 抗議
- 靜臥抗議（英语：Bed-In）